# Zbrodnia w Zamliczach
Zbrodnia w Zamliczach – zbrodnia dokonana 11 lipca 1943 na ludności polskiej przez oddział UPA podczas rzezi wołyńskiej. Miejscem zbrodni była wieś Zamlicze położona w powiecie horochowskim województwa wołyńskiego. W jej wyniku zginęło 118 Polaków.

## Przebieg zbrodni
11 lipca 1943 r. („krwawa niedziela”) około godziny 5 nad ranem oddział UPA, który wcześniej dokonał masakry Polaków w Janinie, wkroczył do Zamlicz, wsi z 25-procentową mniejszością polską. Napastnicy podzielili się na grupy, które rozeszły się po wsi. Niektórzy z intruzów identyfikowali polskie zagrody posługując się posiadaną mapą; co oznaczało, że pochodzili spoza Zamlicz; jednak świadkowie rozpoznali wśród nich także miejscowych Ukraińców. Upowcy pod pretekstem rewizji zapędzali Polaków do izb i tam zabijali ich za pomocą posiadanej broni (widły, siekiery, kosy, pałki, broń palna). Po zakończeniu rzezi we wsi napastnicy około południa skierowali się do majątku ziemskiego. Tam także dokonano masakry tych Polaków, którzy nie uciekli na bagna znajdujące się za majątkiem. Wieczorem zabitych i rannych wrzucono do obory, którą następnie spalono.
Po tej zbrodni uzbrojone bojówki przeczesywały okolicę w poszukiwaniu Polaków, którzy ukrywali się na bagnach, w zbożu i u znajomych Ukraińców. Rozstrzelano grupę chłopców znalezionych w zbożu oraz (w sierpniu 1943) zabito czworo Polaków znalezionych w stodole Ukraińca Zinobija Kucia.
W efekcie zbrodni w Zamliczach zginęło 118 Polaków.